# Lipovšica
Lipovšica este o localitate din comuna Sodražica, Slovenia, cu o populație de 45 de locuitori.